# Георг Лудвиг II (Ербах-Шьонберг)
Георг Лудвиг II фон Ербах-Шьонберг (на немски: Georg Ludwig II zu Erbach-Schönberg; * 27 януари 1723 в Шьонберг; † 11 февруари 1777 в Пльон) е от 1758 г. граф на Ербах-Шьонберг (Оденвалд).
Той е най-възрастният син на Георг Август фон Ербах-Шьонберг (1691 - 1758) и съпругата му графиня Фердинанда Хенриета фон Щолберг-Гедерн (1699 - 1750), дъщеря на граф Лудвиг Христиан фон Щолберг-Гедерн и втората му съпруга херцогиня Кристина фон Мекленбург-Гюстров.
Брат е на Франц Карл (1724 – 1788), граф на Ербах-Шьонберг 1777. Сестра му Каролина Ернестина (1727 – 1796) се омъжва 1754 г. за граф Хайнрих XXIV фон Ройс-Еберсдорф (1724 – 1779) и е прабаба на Кралица Виктория.
Георг Лудвиг II умира на 11 февруари 1777 г. в Пльон и е погребан в Гронау.

## Фамилия
Георг Лудвиг II се жени на 11 ноември 1764 г. в Пльон за принцеса Фридерика София Шарлота фон Шлезвиг-Холщайн-Зондербург-Пльон (* 18 ноември 1736 в Пльон; † 4 януари 1769 в Шьонберг, погребана в Гронау), дъщеря на херцог Фридрих Карл фон Шлевиг-Холщайн-Зондербург-Пльон и на Христина Ермегаард Ревентлов. Те нямат деца.